# El Rosario (Colômbia)
El Rosario é um município da Colômbia, localizado no departamento de Nariño.